# 别卡索沃区
别卡索沃区（俄語：район Бекасово）是莫斯科特罗伊茨克行政区的一区，2024年5月8日由原先的两个行政村合并而来。